# Ed Van Impe
Edward Charles Van Impe (Saskatoon, 27 maggio 1940 – 29 aprile 2025) è stato un hockeista su ghiaccio canadese che nel corso della carriera giocò in National Hockey League, in particolare con i Philadelphia Flyers.

## Carriera
Van Impe giocò a livello giovanile per quattro stagioni nella lega giovanile del Saskatchewan con i Saskatoon Quakers, mentre il suo esordio nel mondo professionistico giunse nella stagione 1960-1961 con la maglia dei Calgary Stampeders nella Western Hockey League.
Nelle cinque stagioni consecutive si trasferì nella American Hockey League con i Buffalo Bisons, il principale farm team dei Chicago Blackhawks. Van Impe si caratterizzò subito per il suo gioco fisico accumulando centinaia di minuti di penalità, stabilendo anche il primato nella storia della franchigia. Con i Bisons vinse inoltre una Calder Cup nel 1963. Nella stagione 1966-1967 fu richiamato dai Blackhawks e poté esordire in National Hockey League. La sua stagione da rookie fu molto positiva e gli valse il secondo posto nella corsa al Calder Memorial Trophy alle spalle di Bobby Orr.
Nell'estate del 1967, rimasto senza un contratto, Van Impe fu scelto durante l'NHL Expansion Draft dai Philadelphia Flyers, una delle sei nuove franchigie iscritte alla National Hockey League. Nelle nove stagioni successive Van Impe si impose come uno dei difensori più efficaci e adatti alla filosofia della squadra, i cosiddetti Broad Street Bullies e fu anche capitano dal 1968 al 1973. A livello personale fu convocato per tre edizioni dell'NHL All-Star Game mentre con i Flyers vinse due Stanley Cup consecutive nel 1974 e nel 1975.
Un anno più tardi, nel 1976, giocò una partita della Super Series '76 fra i Flyers e l'Unione Sovietica. Nel corso del primo periodo Van Impe fu autore di un contrasto fortissimo che colpì in pieno Valerij Charlamov lasciandolo sul ghiaccio per alcuni minuti, senza ricevere però alcuna penalità. In segno di protesta i sovietici minacciarono di lasciare lo stadio ma furono convinti a ritornare per non perdere il premio pattuito di 200.000 dollari. Alla fine i Flyers vinsero l'incontro per 4-1.
Van Impe concluse la propria carriera un anno più tardi, nel 1977, dopo aver giocato brevemente con i Pittsburgh Penguins.

## Palmarès

### Club
- Calder Cup: 1

Buffalo: 1962-1963
- Stanley Cup: 2

Philadelphia: 1973-1974, 1974-1975

### Individuale
- NHL All-Star Game: 3

1969, 1974, 1975